# Талица (приток Исконы)
Талица — река в Можайском городском округе Московской области России.
Берёт начало примерно в 5 км севернее Можайского водохранилища. Впадает в реку Искону в 41 км от её устья по правому берегу, у деревни Милятино. Длина — 12 км.
По данным Государственного водного реестра России, относится к Окскому бассейновому округу. Речной бассейн — Ока, речной подбассейн — бассейны притоков Оки до впадения Мокши, водохозяйственный участок — Москва от Можайского гидроузла до города Звенигорода, без реки Рузы (от истока до Рузского гидроузла) и реки Озерны (от истока до Озернинского гидроузла).